# Девето основно училище „Пейо Яворов“
Девето основно училище „Пейо Яворов“ в Благоевград, България е основано през 1985 година. В него се обучават ученици от първи до седми клас. Девето ОУ е първото училище в Благоевград, което разкрива подготвителен клас.

## Адрес
- Благоевград 2700, ул. „Борис Ангелушев“ 1
- електронна поща: deveto@abv.bg

## История
- 1985 г. – откриване на училището. Открити са 26 паралелки, а броят на учениците е 683.

## Материална база
Училището разполага с логопедичен и медицински кабинети, както и с училищен стол. Всички класни стаи са оборудвани с бели дъски. През 2011 година сградата е изцяло обновена с нова дограма и външна топлоизолация. Осигурено е най-съвременно отопление с два независими топлоизточника – газ и нафта.